# Čubura
Čubura es un pueblo ubicado en la municipalidad de Merošina, en el distrito de Nišava, Serbia.

## Superficie
Posee una superficie de 3,752 kilómetros cuadrados.

## Demografía
Hasta 2011 la población era de 84 habitantes, con una densidad de población de 22,39 habitantes por kilómetro cuadrado.